# Constantin Tobescu
Constantin Tobescu (n. 28 ianuarie 1893, Comani, județul Olt – d. 2 decembrie 1951 Târgu Ocna) a fost un general de brigadă al Jandarmeriei Române în timpul celui de-Al Doilea Război Mondial, îndeplinind în perioada 1 iunie 1943 – 25 august 1944, funcția de Director al Direcției Siguranței și Ordinii Publice.

## Notă biografică
Constantin Tobescu s-a născut la 28 ianuarie 1893 în localitatea Comani, plasa Drăgănești, județul Olt, fiul cel mare al lui Nae Thobescu, în etate de 28 de ani, comerciant și, al Polinei, în etate de 23 de ani, menajeră. În anul următor, în 8 iulie 1894, cuplului i se va naște o fată, Verginia, iar în 17 iulie 1896 un alt băiat, Theodor.
Viitorul general a absolvit 7 clase de liceu, apoi, din 1911, a devenit elev al Școlii Militare de Infanterie, pe care o va absolvi 2 ani mai târziu. După absolvire, își începe cariera militară prin participarea la al doilea război balcanic.(1913) Din august 1916, participă la operațiile militare din cadrul primului război mondial. Foaia matricolă, fila 7, precizează că pe atunci avea domiciliul în Slatina și că în data de 17 ianuarie 1917 s-a căsătorit cu d-ra Julieta Pomponiu, născută în 2 iulie 1895 în Slatina. În 23 decembrie 1917, i se naște unica fiică, Corina. Fiica sa, inginer electro-mecanic la întreprinderea Electromagnetica, cu origine „burgheză”, la data de 28 august 1951, era deținută în penitenciarul Văcărești, fiind reținută fără mandat de arestare, conform fișei matricole penale.
Avansat la gradul de căpitan, Constantin Tobescu trece în cadrele Jandarmeriei la sfârșitul războiului. În noiembrie 1930, este mutat în interesul serviciului la Inspectoratul de Jandarmi București, unde se stabilește definitiv. După ce este detașat în diverse posturi prin țară (Găești, Ploiești și Chișinău), este avansat la gradul de colonel în 1938, fiind mutat la Iași. După abdicarea regelui Carol al II-lea, demisionează din armată (în 26 noiembrie 1940), de teama legionarilor, deoarece fusese un colaborator apropiat al gen. Ioan Bengliu, fost comandant al Jandarmeriei, asasinat în aceeași noapte la închisoarea militară Jilava. Se retrage în Banat, trece Dunărea în Iugoslavia, apoi revine în funcția din care demisionase anterior, imediat după Rebeliunea Legionară (24.01.1941).
Avansat la gradul de general spre sfârșitul anului 1941, pe toată durata războiului va fi mobilizat în zona interioară (teritoriul românesc rezultat în urma amputărilor teritoriale din vara anului 1940), în calitate de comandant al Siguranței și Ordinii Publice în Inspectoratul General al Jandarmeriei.(I.G.J.), cu sarcina principală de a preveni actele teroriste, de sabotaj și spionaj pe teritoriul țării. După lovitura de stat de la 23 august 1944 dezertează din armată și se ascunde, împreună cu Eugen Cristescu, directorul general al Serviciului Special de Informații (SSI), conform propriilor declarații, din teama de a nu fi capturat de trupele sovietice. Este arestat preventiv în data de 24 septembrie 1944, ulterior este predat sovieticilor, transportat și anchetat la Moscova, fiind readus în țară în primăvara anului 1946, în arest preventiv. În data de 19.01.1949, este condamnat la "5 ani detențiune simplă și 5 ani de degradare civică". Deoarece condamnarea sa se apropia de sfârșit, gen. Constantin Tobescu fiind deținut preventiv timp de aproape 4 ani și 4 luni, Procurorul General al R.P.R. a cerut mărirea pedepsei. După 4 amânări ale pronunțării sentinței, în 2 iulie 1951, gen. Constantin Tobescu este condamnat definitiv la "10 ani detențiune simplă". Se stinge din viață în 2 decembrie 1951 în spitalul-penitenciar TBC Târgu Ocna, fiind înhumat într-o groapă anonimă în cimitirul orașului.

## Cariera militară

### Studii și specializări
În perioada 15.05 – 1.10.1922, Constantin Tobescu a urmat un curs de informații la Sf. Gheorghe. La absolvirea cursului de informații, căpitanul Tobescu a susținut 14 examene pe care le-a trecut cu calificative maxime. Foaia sa calificativă din 1934 cuprinde notările a 2 colonei și 2 generali, toți la modul laudativ. Generalul Dimitrescu, comandantul Jandarmeriei, menționează că l-a trimis pe Constantin Tobescu în Cehoslovacia, Franța și Italia, pentru ca „să ia contact cu jandarmeriile străine”, dar acesta a constatat că “nu avem nimic a modifica, deoarece instituția noastră corespunde nevoilor noastre iar ceea ce trebuie complectat sunt mijloace tehnice care ne lipsesc”. În funcțiile deținute, el s-a preocupat “de instrucția profesională de toate felurile în direcția poliției, mai ales că până la el, serviciul polițienesc aproape nu exista și așa mic cum era, se executa după uzul trecutului”, după cum notează același general.

### Parcursul ierarhic
- 1911-1913 : elev al Școlii Militare de Infanterie.

ofițer
- 23 iunie 1913 : avansat sublocotenent. (Î.D.nr.4685 și O.Z.nr.226/913)
- 1 iulie 1916 : avansat locotenent. (Î.D.nr.2440)
- 1 septembrie 1917 : avansat căpitan. (Î.D.nr.1330/917)

ofițer superior
- 24 noiembrie 1923 : avansat maior. (Î.D.nr.5634/923)
- 1 aprilie 1932 : avansat locotenent-colonel. (MO Nr.83/932)
- 1 iunie 1938 : avansat colonel. (Î.D.nr.2069/938)

general
- 20 martie 1943 : avansat general de brigadă. (Decret nr.765/943)

### Funcții deținute și activitate militară
- iunie-august 1913 : repartizat la Regimentul de infanterie nr.3 Olt, mobilizat pentru a participa la al doilea război balcanic; demobilizat la 31 august 1913.
- 31 august 1913 – 1 iulie 1916 : detașat la Liceul Militar “D.A. Sturdza” din Craiova.
- 15.08.1916 : mobilizat, (Î.D.nr.2784/916) pentru participarea la operațiile militare desfășurate de Armata Română concomitent cu angajarea acesteia în Primul Război Mondial, la comanda unei secții a unei companii de mitraliere. (Compania a II-a din Batalionul I)
- 4 septembrie 1916 : “contuzionat din cauza unui obuz ce căzuse în apropierea sa și evacuat la spital”; decorat cu ordinul Coroana României cu spade în gradul de cavaler și propus la aceeași decorație în partea a doua a campaniei.
- 19 decembrie 1918 : trecut în cadrele Jandarmeriei. (prin ordinul M.C.G. nr.1690 și O.Z. nr.1578)
- 15 septembrie 1919 : numit comandant al Companiei de Jandarmi Romanați.
- 25 ianuarie – 25 februarie 1920 : urmează cursurile Școlii de Jandarmi din București.
- 1 septembrie 1920 : confirmat definitiv în Jandarmerie. (Î.D.nr.3789/920)
- 1 aprilie 1921 : mutat la comanda Companiei (de jandarmi) Dolj.
- 15 mai – 1 octombrie 1922 : curs de informații la Sf.Gheorghe.
- 19 august 1923 : numit ajutorul comandantului Regimentului 1 Jandarmi. (O.Z. nr.138)
- 15 decembrie 1923 : comandant al Batalionului de Instrucție al Regimentului 1 Jandarmi. (O.Z. nr.1393)
- 1 iulie 1927 : detașat la Compania de Jandarmi Argeș, pentru menținerea ordinii în județ. (O.Z. nr.900)
- 1 decembrie 1927 : comandant al Detașamentului Special Orșova.(O.Z. nr.1504)
- 9 – 29 ianuarie 1929 : detașat lector la Școala de Gaze din București. (O.Z. nr.4/928)
- 5 octombrie 1929 : mutat în interesul serviciului la Inspectoratul de Jandarmi București. (Î.D.nr.3182/929 și O.Z. nr.2469)
- 16 ianuarie 1930 : numit ofițer superior de control, ajutorul șefului de Corp (Inspectorat) și președintele Comisiei disciplinare.( O.Z. nr.165/930)
- 8 iunie 1930 : depune jurământul de credință noului rege Carol al II-lea.
- 27 septembrie 1930 : numit în fruntea Comisiei de disciplină. ( O.Z. nr.101/930)
- 1 octombrie 1931 : mutat în interesul serviciului la Inspectoratul General al Jandarmeriei, numit șef al Serviciului Jandarmeriei. ( O.Z. nr.195/931)
- 1 aprilie 1934 : șef al serviciului de Poliție și Comandament la Inspectoratul de Jandarmi Focșani. (O.Z. nr.39 și 1019/934)
- 15 iunie 1934 – 5 iulie 1934 : șef al serviciului Administrativ la Inspectoratul de Jandarmi Focșani. (O.Z. nr.22)
- 15 iunie – 8 octombrie 1934 : președinte al Comisiei de disciplină la Inspectoratul de Jandarmi Focșani. (O.Z. nr.24/934)
- 8 octombrie 1934 – 14 ianuarie 1935 : Comandant provizoriu al Inspectoratul de Jandarmi Focșani. (O.Z. nr.57/934)
- 1 septembrie 1935 : mutat în interesul serviciului la comanda Centrului de Instrucție nr.2 Jandarmi din Găești, (O.Z. nr.440/935), ulterior rechemat la Inspectoratul București.
- 1 octombrie 1935 : comandant al Sectorului Informativ Ploiești.(O.Z. nr.447/935)
- 1 noiembrie 1937 : comandant (provizoriu) al Inspectoratului (de Jandarmi) Chișinău. (O.Z. nr. 649/937)
- 1 octombrie 1938 : comandant al Inspectoratului (de Jandarmi) Iași. (? 1488/938)
- 25 0ctombrie 1939 : mutat în interesul serviciului la comanda Regimentului de Jandarmi Pedeștri. (ord. c.c.j.n. 51607/939 și O.Z. nr.587/939)
- 19 septembrie 1940 : comandant al Serviciului Jandarmeriei din I.G.J.
- 31 decembrie 1940 : demisionat și trecut în rezervă, demisia înaintată în 26 noiembrie 1940. (ord. nr. 97 ? 16/1941)
- 24 ianuarie 1941 : repus în funcție - comandant al Serviciului Jandarmeriei din I.G.J.
- 1 iunie 1943 – 25 august 1944 : director al Direcției Siguranței și Ordinii Publice.
- 25 august 1944 : demisia din funcție.[1](date extrase din Foaia matricolă a gen. Constantin Tobescu, Dosarul Nr. 147463, Arhiva operativă a Ministerului Afacerilor Interne al R.S.R., 5 octombrie 1966)

### Calificative
„Slt. Tobescu a comandat o secție din compania de mitraliere care “a fost găsită prea bine pregătită atât teoretic cât și practic”, iar el este considerat “în general un prea bun ofițer.””
(foaia de notare pentru perioada 1.11.1915 – 31.05.1916, cdt. reg., lt.col. Poșulescu (?).)
„Un ofițer distins și excelent sub toate raporturile. Merită în deosebire a deveni ofițer superior.”
(col. Sterea, fost Mare Pretor al armatei în timpul primului război mondial, caracterizare la absolvirea Cursului de informații de către căpitanul Tobescu, care a susținut 14 examene pe care le-a trecut cu “prea bine” (5),  “foarte bine” (8) și un “bine”)
„Ofițerul (Constantin Tobescu) ajută la formarea unei doctrine în jandarmerie, organizând acest serviciu de la Inspectoratul General până la posturi în cele mai perfecte condițiuni de funcționare.”
(Generalul Dimitrescu, comandantul Jandarmeriei, foaia calificativă din 1934)
„(Col. Tobescu) a activat foarte mult pe terenul informativ, obținând foarte frumoase rezultate, (în timp ce anul următor, 1938, prin munca desfășurată) a stăpânit cu fermitate problemele polițienești ale Basarabiei.”
(Generalul B. Pârâianu, comandantul Jandarmeriei, foaia calificativă din 1937)
„ Cu mulți ani în urmă a pus bazele reorganizării profesionale în Jandarmerie prin numeroasele lucrări de specialitate, care și astăzi sunt călăuze pentru toate ramurile de activitate polițienească rurală și urbană. […] după începerea ostilităților (22.06.1941) actele de sabotaj și spionaj, precum și acțiunile parașutiștilor și teroriștilor au fost anihilate datorită în mare parte, instrucțiunilor și planurilor de urmărire concepute de colonelul Tobescu la care s-au adăugat rezultatele foarte bune obținute în domeniul informativ atât de mult apreciate de toate organele superioare ale Statului.”
(Gen. Constantin Z. Vasiliu, comandantul Jandarmeriei, 1941, foaie de propunere de avansare la gradul de general)
„ …un element superior de toată nădejdea și încrederea în corpul jandarmeriei.”
(Gen. Nicolae Macici, comandantul Armatei 1-a)
În ultima sa foaie de notare, caracterizările îi sunt efectuate de 3 generali. Gen. Ioan Topor a considerat că gen. Tobescu a reușit “să asigure serviciului maximum de randament și să obțină în domeniul polițienesc cele mai bune rezultate”, fapte pentru care îl nota ca “exponentul cel mai de valoare al Jandarmeriei” propunându-l “a fi admis la comandă sau funcție superioară gradului ce are”. Inspectorul general al I.G.J., gen. Constantin Z. Vasiliu, a relevat pe lângă multe calități și “ascendentul moral, ce are asupra tuturor subalternilor, este deținut îndeosebi marelui prestigiu, ce și-a câștigat prin ținuta sa plină de demnitate, corectitudine, lealitate și desăvârșita pregătire profesională”, și îl propunea, la fel ca gen. Ioan Topor, “la comanda sau funcția superioară gradului ce are”. Ultima notare aparține gen. Nicolae Macici, comandantul Armatei 1-a, care era de acord cu propunerile anterioare menționând: “merită să fie admis la comandă sau funcțiune superioară gradului ce poartă și să fie înălțat la gradul de general de divizie în jandarmerie când va avea vechimea”.
Cu excepția perioadei 1926-1930, când a avut calificativul anual “bun”, pe toată durata carierei sale, (1912-1944), gen. Constantin Tobescu a avut calificativul “foarte bun”.

## Activitatea în cursul celui de-al doilea război mondial
Începând cu data de 22.06.1941, col. Constantin Tobescu a fost mobilizat în zona interioară (Decret nr. 1798/941) pe toată durata războiului, în calitate de comandant al Serviciului Jandarmeriei din I.G.J. În această calitate, atribuțiile și responsabilitățile sale erau limitate la teritoriul României rezultat în urma gravelor amputări teritoriale survenite în iunie-august 1940. În această calitate, principalele sale atribuții erau asigurarea ordinii și liniștii publice în mediul rural (activitatea polițienească propriu-zisă), precum și prevenirea și anihilarea actelor de sabotaj, spionaj și terorism în această zonă. În data de 20 martie 1943, prin Decretul nr.765/943, Tobescu este avansat general de brigadă, fiind numit director al Direcției Siguranței și Ordinii Publice, în 1 iunie 1943, funcție pe care o va deține până în data de 23 august 1944, data la care a dezertat. El își va înainta, după două zile, demisia care nu a fost aprobată oficial de comandantul său direct.

### Operațiunea „Autonomous”
Numele lui Tobescu este legat de „Operațiunea Autonomous” din timpul celui de al Doilea Război Mondial, operațiune desfășurată de serviciile secrete engleze pe teritoriul României, în anul 1943. Operațiunea a constat în parașutarea pe teritoriul României – în acel moment, aliată a Germaniei – a trei agenți: Alfred de Chastelain, ofițer cu experiență al Serviciului de spionaj britanic (S.O.E.) și comandantul operațiunii, Ivor Porter, devenit ulterior autor al unor memorii despre România și familia regală română, și căpitanul Silviu Mețianu, român emigrat în Marea Britanie. Scopul aparent al operațiunii era unul dublu: 1. de a contacta partidele politice din România (în special pe Iuliu Maniu) și a căuta o cale pentru încheierea unui armistițiu și scurtarea războiului; 2. în caz că sunt capturați de autoritățile loiale guvernului Antonescu, să convingă serviciile secrete că se pregătește o debarcare aliată în Balcani și să determine o mutare a trupelor germane către Est – în pregătirea ofensivei aliate din Normandia. Datorită faptului că pilotul avionului a greșit punctul de parașutare, unde-i aștepta la sol un anume Silviu"", cei trei agenți parașutați au fost arestați de către Jandarmeria Română în apropierea comunei Plosca, județul Teleorman, în perioada Crăciunului anului 1943 (noaptea de 23 decembrie). Agenții parașutați purtau uniforma armatei britanice și au fost tratați ca prizonieri de război, aduși în București și puși sub pază într-un arest din sediul Inspectoratului General al Jandarmeriei situat în Șoseaua Ștefan cel Mare, în custodia directă a lui Tobescu și a maiorului Constantin C. Roșescu. Cei trei ofițeri au fost eliberați imediat după lovitura de stat din 23 august 1944 și au părăsit România cu destinația Ankara. Totodată a fost capturat un aparat telegrafic de emisie-recepție, împreună cu cele 8 cristale de cuarț care asigurau frecvențele de emisie, indicativele de apel și cele 3 cifruri pe care aceștia urmau să le utilizeze. Condițiile de detenție ale celor trei prizonieri erau extrem de decente, fiind cazați într-un apartament cu trei camere, aveau radio, cărți, ziare la dispoziție, li se plătea solda corespunzătoare gradului echivalent din armata română, erau scoși zilnic la plimbare prin oraș, etc…, totul cu acordul lui Ion Antonescu, care urmărea să se folosească de aceștia pentru tratative cu aliații în eventualitatea unei desprinderi de Germania. Gen. C. Z. Vasiliu (Pichi), subsecretar de stat la Ministerul de Interne și Tobescu, șeful Siguranței și Ordinii Publice, din însărcinarea lui Ion Antonescu l-au adus -sub pază - pe Iuliu Maniu la o întrevedere de trei ore pe care a avut-o cu agentul britanic Alfred George Gardyne de Chastelain într-o pădure din preajma Capitalei. Cei doi au avut Chastelain a spus că i-a făcut lui Maniu o relatare a tratativelor de la Cairo și că România trebuie să înceapă tratative de Armistițiu, iar Iuliu Maniu ar trebui să se înțeleagă cu Antonescu. Până la urmă, echipa lui Chastelain nu a reușit să îndeplinească scopul misiunii.

### 23 august 1944 – 24 septembrie 1944

#### Dezertarea lui Constantin Tobescu
În data de 23 august 1944, la orele 18.00, Eugen Cristescu, directorul S.S.I., convocase la sediul central din Capitală o conferință cu șefii de secții, pentru eventualitatea unei retrageri a serviciului în Ardeal, în perspectiva apropierii trupelor sovietice de București, când a fost informat că Ion și Mihai Antonescu se găsesc la Palatul Regal în discuție cu regele. După începerea conferinței, a primit un apel telefonic de la gen. Constantin Tobescu, care-l chema urgent la sediul Jandarmeriei.
„El mi-a spus că se întâmplă un lucru foarte surprinzător, cum că generalul Anton, șeful de stat major de la Inspectoratul General al Jandarmeriei, a dat ordin prin telefon din oraș ca să se ia măsuri, să se pună toată lumea în stare de alarmă, deoarece sunt informații că germanii vor da o lovitură. De altfel, intrând la Inspectoratul Jandarmeriei, am văzut că în mod neobișnuit balcoanele erau împănate cu mitraliere și cu personalul necesar de serviciu. Pe când mă găseam la generalul Tobescu, am mai primit un telefon de la un agent al meu cum că discuțiile continuă la Palat, că și Mareșalul și Mihai Antonescu sunt înăuntru și n-au mai ieșit… ”
Între timp, Eugen Cristescu a primit un telefon de la Palat, la celălalt capăt al firului fiind gen. Pichi Vasiliu, care i-a comunicat că Ion Antonescu cere ca acesta să vină la palat. Eugen Cristescu, la rîndul său, a cerut să vorbească cu Mareșalul, la care generalul i-a închis telefonul, de unde acesta a dedus că la palat se petrec lucruri grave. Eugen Cristescu declară în continuare:
„Tot acolo, la Inspectoratul Jandarmeriei, au venit niște ofițeri, care au cerut niște instrucțiuni generalului Tobescu ce să facă, întrucât situația legală la Inspectoratul Jandarmeriei era următoarea: generalul Tobescu, ca director al Siguranței Jandarmeriei, și mai vechi în grad ca generalul Anton, înlocuia la comandă pe generalul Vasiliu, și atunci ofițerii se întrebau ce să facă.”
Eugen Cristescu s-a deplasat la sediul Legației germane, unde Karl Clodius, reprezentantul economic al Germaniei la București l-a anunțat de arestarea celor doi Antonești. Eugen Cristescu l-a anunțat și pe Tobescu, chemându-l să-l ia de la legație în jurul orei 9.00 seara. Eugen Cristescu afirmă:
„Am convenit cu generalul Tobescu să obțin o autorizare a legației pentru tranzit prin Germania în Franța, unde aveam rude și am fi putut pleca din cauza mișcărilor ce-ar fi urmat în țară. Generalul Tobescu a plecat, iar șeful cancelariei consulatului, care trebuia să-mi facă autorizarea, nu a mai venit, deși l-am așteptat zadarnic.[…] Am dormit vizavi de casa Știrbey până a doua zi când a început bombardamentul. Acest fapt creând o nouă situație juridică asupra raporturilor româno-germane, am renunțat a mai stărui asupra autorizației de tranzit prin Germania.”
(Declarația lui Eugen Cristescu din 1 octombrie 1944 referitoare la activitatea sa din perioada 23-30 august 1944, în )
Eventual, Tobescu nu intenționa să părăsească țara, așa cum va susține ulterior acuzarea la procesul acestuia. Cristescu  susține în 14 aprilie 1946, cu ocazia interogatoriului preliminar luat de către Dumitru Zelea Săracu, fostul director al S.S.I. și declară incorect:
„Noi ne temeam de armata rusă. Aveam asigurate vizele de intrare în Elveția, deoarece cu mai multe luni de zile înainte Mihai Antonescu întocmise o listă de 200 de oameni printre care figuram și eu, Tobescu și generalul Vasiliu.”
În fapt nici el, nici Tobescu, și nici Piki Vasiliu nu se aflau pe această listă.(vezi și ) Lista celor 200 nu a fost definitivată niciodată și nici nu a fost găsită, pentru simplul motiv că numărul celor care doreau să părăsească țara era mult mai mare, ca și pentru faptul că s-au făcut intervenții ca să fie trecute pe listă persoane care nu făceau parte din "elita intelectuală", militari, politicieni, rude ale acestora, etc...( vezi și interogatoriul lui Mihai Antonescu din 16 aprilie 1946, luat de Dumitru Zelea Săracu, în care acesta din urmă neagă categoric existența vreunei liste definitive, în )
A urmat proclamația regelui către țară, cei doi, împreună cu soția lui Cristescu, dormind în apartamentul de pe Calea Victoriei aparținând socrului lui Nicolae Trohani, secretar de cabinet al directorului S.S.I. În dimineața zilei de 24 august, datorită bombardamentelor germane, s-au adăpostit în subsolul blocului de lângă statuia Maria Rosetti, iar în data de 25 august, dimineața, au plecat împreună la Joița, unde fusese mutat sediul central al S.S.I. În aceeași zi, Tobescu s-a întors la București pentru a-și lua soția și ceva bagaje, fără însă a reuși nici una, nici alta și și-a semnat demisia din cadrele armatei. Cei doi au decis să se ascundă o perioadă de vreme până ce situația politică se va clarifica. În data de 26 august, după prânz, au plecat spre Pitești, apoi spre Râmnicu Vâlcea, și mai departe spre Târgu Jiu. În noaptea de 26/27, au dormit într-o casă sărăcăcioasă de lângă Târgu Jiu, casă aparținând șoferului, a doua zi, în 27 august, întorcându-se la Râmnicu Vâlcea. De aici, s-au îndreptat spre Câmpulung, înnoptând în casa unei bătrâne din comuna Satul Lung. În data de 28 (sau 29) au plecat la Topoloveni, pentru a se întâlni cu Ion Mihalache, căruia Cristescu i-a solicitat protecția, dar au discutat și despre noua situație politică. După aceasta, s-au întors la București și s-au ascuns casa lui  Tobescu. A doua zi, odată cu intrarea primelor trupe sovietice în Capitală, văzând că demersurile pentru protecția sa nu au avut nici un rezultat, Cristescu, împreună cu Tobescu, au decis să părăsească Bucureștiul. Amândoi au stat ascunși în com. Voinești, în apropiere de Câmpulung, până în data de 24 septembrie când au fost arestați de o echipă condusă de lt.-colonel Sachelarie Teodorescu, adjunctul lui Tobescu, fiind denunțați chiar de către cel care-i găzduise, un anume ing. Bugheanu, căruia Cristescu îi făcuse anumite servicii în trecut. (Interogatoriul preliminar luat lui Cristescu de către Dumitru Zelea Săracu, din 14 aprilie 1946, în )
Între timp Tobescu a fost dat „lipsă la apel” (24.08.1944), „dezertor” (26.08.1944) și mutat la dispoziția Secretariatului General din Ministerul de Război, înscris în controale în poziția de dezertor (29.08.1944). deși își înaintase demisia în 25 august 1944, câteva zile după ce-și părăsise serviciul. Foaia matricolă a gen. Tobescu, singurul document valabil privind situația sa militară, la cap.6, Servicii și diverse pozițiuni precizează clar:
- Dat lipsă la apel (în 24 august 1944) – cf. Proc. Verbal Nr.1/944 al I.G.J.; Ord. zi. Nr.45/944.
- Mutat la dispoziția Ministerului de Război – Secretariatul general (în 29 august 1944) – cf. Ord. M. de Război Nr. 2173/944, Ord. zi. Nr.50/944.

### Ancheta SMERȘ
La 12 octombrie 1944, Tobescu a fost preluat de sovietici, împreună cu generalii Pichi Vasiliu și Constantin Pantazi, Ion Antonescu și soția sa Maria, Mihai Antonescu, Gheorghe Alexianu și Radu Lecca și duși la Moscova, unde au fost anchetați și au dat diverse declarații, rămânând până pe la mijlocul lunii aprilie 1946, când au fost readuși în țară. Includerea  lui Tobescu pe lista celor trimiși la Moscova s-a datorat, posibil, la sugestia lui Iuliu Maniu, la o întâlnire a liderilor PNȚ, Ioan Hudiță, Aurel Leucuția și Grigore Niculescu-Buzești, în data de 23 august 1944, orele 12:15, pentru a fi arestat împreună cu cei doi Antonești. Practic, Tobescu a fost arestat și predat sovieticilor în baza art. 14 din Convenția de Armistițiu și pe baza Legii 50 din 21 ianuarie 1945, în baza căreia, în 29 ianuarie 1945, Consiliul de Miniștri ordona arestarea a 29 de persoane, printre care și Tobescu, ce urmau a fi deferite acuzatorilor publici.
Tobescu a fost trecut din oficiu în retragere, alături de mareșalul Antonescu și de alți comandanți militari cu rang înalt ai regimului antonescian, care au fost acuzați că „prin activitatea lor în funcțiunile sau comenzile ce au avut, au sprijinit conducerea politico-militară a Mareșalului Antonescu Ioan, contribuind astfel la dezastrul Armatei”, prin decretul nr. 312 din 6 februarie 1945.
SMERȘ (prescurtare de la Smerti Spionam=Moarte spionilor) era serviciul de contraspionaj sovietic, desprins din NKVD în aprilie 1943, subordonat formal Statului Major al Armatei Roșii, condus de generalul-colonel Victor Abakumov și plasat sub directa autoritate a lui Iosif Visarionovici Stalin, având ca misiune principală anchetarea și deportarea în Gulag a prizonierilor de război. Depozițiile membrilor Lotului Antonescu făcute la Moscova nu au fost transmise autorităților române, în consecință, nu au influențat în nici un fel anchetele și procesele derulate ulterior în țară. Temele predilecte ale anchetatorilor SMERȘ au fost împrejurările alianței cu Germania,  participarea României la război, tratamentul partizanilor, spionilor și prizonierilor de război sovietici și, crimele împotriva cetățenilor pașnici sovietici.
În ceea ce-l privește pe Tobescu, dosarul SMERȘ al foștilor demnitari români anchetați la Moscova conține două declarații-memorii nedatate, precum și două interogatorii cu data de 14 iunie 1945 și 5 aprilie 1946. În toate aceste documente, Tobescu descrie modul de organizare a Jandarmeriei Române. În declarațiile sale, acesta explică faptul că, pe toată durata războiului, funcțiile jandarmeriei au fost scindate în două părți complet diferite: prima parte, formată din unități speciale de jandarmerie destinate a opera în zona confruntărilor militare și în spatele frontului, subordonate direct diverselor eșaloane ale armatei, iar a doua parte, jandarmeria „clasică”, operând în zona interioară, subordonată Inspectoratului General al Jandarmeriei, având drept misiune principală asigurarea ordinii și siguranței în mediul rural. Aceasta din urmă s-a aflat în subordinea directă a gen. Tobescu.
În toate depozițiile sale, Tobescu a negat orice amestec al Inspectoratului General al Jandarmeriei în acțiunea de deportare a evreilor:
„Inspectoratul General al Jandarmeriei nu a fost nici măcar informat asupra acestei operațiuni. El a luat cunoștință de ea, când a început executarea transporturilor. Executarea operațiunei s’a făcut prin unitățile de Jandarmerie ale Armatei sub conducerea Secției a II-a din Marele stat Major, care a delegat pentru aceasta pe generalul Topor Ion Mare Pretor la Armată și pe Lt. Colonel Petrescu Gheorghe din Marele Stat Major. […] Precizez că Jandarmeria teritorială nu a executat nici un serviciu în această operațiune, fiindcă pe teritoriul satelor (unde funcționa această jandarmerie) nu erau evrei, ei fiind deja strânși la orașe.”
În continuare, Tobescu recunoaște și descrie cu lux de amănunte situația în care se găseau evreii deportați, căutănd vinovați în afara Jandarmeriei:
„Condițiunile de viață în care evreii din Transnistria au fost puși au fost foarte grele. Ei nu au avut nici hrană suficientă, nici posibilități de locuință. Asistența medicală a fost, de asemenea, redusă. Din această cauză, ei au fost decimați de boli. Răspunderea acestei situații, eu cred că revine organelor administrative din Transnistria. Respectiv guvernatorilor și prefecților. […]”
În declarațiile sale, Tobescu a insistat asupra rolului Inspectoratului General al Jandarmeriei în repatrierea evreilor deportați :
„Inspectoratul G[enera]l al Jandarmeriei și eu personal am făcut toate înlesnirile delegaților Centralei evreilor, pentru a transporta bani, îmbrăcăminte și medicamente acolo (în Transnistria). În martie 1944, Președenția Consiliului de Miniștri a ordonat repatrierea tuturor evreilor din Transnistria. Acest ordin s-a transmis tuturor legiunilor de jandarmi telegrafic. […] La intervenția stăruitoare a Inspectoratului Gl. al Jandarmeriei și intervenția personală a Generalului Vasiliu, Președenția Consiliului a aprobat în sfârșitul anului 1943, repatrierea (aducerea în țară) a copiilor evrei rămași orfani și fără îngrijire în Transnistria. Ulterior au fost aduși în țară un număr de 2.500 copii orfani în cele mai bune condițiuni. Delegați ai Centralei Evreești au mers la fața locului, însoțiți de ofițeri și subofițeri de jandarmi destinați de mine, i-au îmbrăcat, le-au dat hrană, și i-au transportat cu trenurile la destinație sub supraveghere medicală.”
Pentru șeful său direct, Constantin Z. Vasiliu - criminal de război executat - Tobescu a avut numai cuvinte de laudă:
„Nu știu ca Generalul Vasiliu să fi ordonat Jandarmeriei sau Polițiilor Civile măsuri ilegale, contra populației de orice naționalitate, nici în țară, nici în teritoriile de la Est Prut.[…] Țin să afirm că în toate împrejurările, Generalul Vasiliu a căutat să amelioreze și câteodată chiar să înlăture măsurile aspre pe care germanii pretindeau să se ia contra evreilor și democraților și că nu a ordonat, nici pretins a se face nici un fel de atrocități de către Poliție sau Jandarmerie.”
În ceea ce privește acțiunea de contraspionaj a Inspectoratului General al Jandarmeriei, Tobescu declară că pe toată durata războiului au fost capturate cinci grupuri de parașutiști, din care două de parașutiști englezi, printre care cei trei membri ai operațiunii „Autonomous”, și trei grupuri compuse din parașutiști sovietici. Misiunea Jandarmeriei era strict de a captura aceste grupuri și de a-i împiedica să acționeze în spatele frontului. De asemenea, Tobescu menționează un caz în care s-au comis atrocități de către jandarmi asupra populației civile, pentru care a dispus trimiterea responsabililor (un Șef de Post, împreună cu câțiva instigatori locali) în fața Curții Marțiale din Chișinău.
În interogatoriile din 14 iunie 1945 și 5 aprilie 1946, întrebările anchetatorilor au fost extrem de clare, împotriva lui Tobescu, sau a celorlalți membri ai lotului, prin confruntarea declarațiilor acestora. Întrebările au privit organizarea forțelor de jandarmi, activitatea generalului pe durata războiului, activitatea de contraspionaj a jandarmeriei și persecuțiile exercitate asupra comuniștilor și evreilor:
„Întrebare : Cum au participat organele conduse de dumneavoastră la persecutarea și masacrarea evreilor?

Răspuns: Serviciul de poliție al Inspectoratului general al jandarmeriei , pe care l-am condus, nu a participat deloc la persecutarea evreilor. […]
Întrebare: Cine este responsabil pentru nimicirea în masă a populației evreiești?

Răspuns: Îmi este greu să dau un răspuns exact la această întrebare, întrucât nu m-am ocupat direct de aceste chestiuni. Persecutarea evreilor a început la cererea Consiliului de Miniștri; natural că principala răspundere pentru persecuții o poartă mareșalul Antonescu.”

### Procesul și condamnarea
În cartea sa, „Omul de taină al Mareșalului”, Cristian Troncotă precizează:
„Din ordonanța nr. 3 din 22 august 1946 a Parchetului General al Curții de apel București, Cabinetul III Criminali de război, aflăm că Eugen Cristescu împreună cu generalul de brigadă Constantin Tobescu erau acuzați într-un proces pentru infracțiunea de sabotare a actului de la 23 august 1944. Instanța de judecată a menționat că „evenimentul de la 23 august 1944 fusese bine pregătit cu trupele de jandarmi cantonate în Capitală, gata să intervină la momentul oportun în care scop organul însărcinat cu paza Capitalei dăduse ordin generalului Constantin Anton, șeful de Stat Major al Inspectoratului general al Jandarmeriei, să intre în dispozitivul de apărare. În ziua de 23 august 1944, pe la orele 18,30 în executarea ordinelor primite, generalul Anton se duce la Inspectoratul Jandarmeriei. Dar generalul Tobescu, care aflase de cele petrecute, luase comanda Inspectoratului și convocase în cabinetul său, de față fiind și Eugen Cristescu, pe ofițerii cărora le-a spus că s-au întâmplat evenimente importante și că toți trebuie să meargă cu guvernul Antonescu”.”
La acestea Cristescu a adăugat: „S-a dat lovitură de stat și trebuie să mergem cu mareșalul Antonescu, pentru că nemții sunt puternici și altfel ne vor distruge țara”.
„Acest proces s-a prelungit timp de trei ani și s-a judecat în lipsa lui Cristescu. Prin sentința nr. 1026 din 26 august 1949, Tribunalul Militar București, Secția a II-a i-a condamnat pe Eugen Cristescu și pe generalul Constantin Tobescu la câte 5 ani închisoare pentru „crimă de instigare și lipsă de la serviciu fără învoire prealabilă”.”
În ceea ce-l privește strict pe Tobescu, acest proces a fost rejudecat în perioada 17-19 ianuarie 1949:
„În data de 17 ianuarie 1949 s'a luat în cercetare și judecare acțiunea penală privitoare pe acuzatul General Constantin Tobescu, învinuit de crima prevăzută de artic. 2, litera o, artic. nr. 4  din legea 291/1947, modificată prin legea 207/1948, comb. cu artic. 96 cod penal. La apelul nominal în acea ședință n'a răspuns acuzatul. Procedura completă. Concluziunile dlui. Procuror s'au consemnat în jurnalul ședinței din acea zi, iar Curtea având nevoe de timp pentru a verifica actele dosarului și pentru a delibera, a amânat pronunțarea la 19 ianuarie 1949, când a dat următoarea deciziune : [...] Având în vedere actele, lucrările dosarului, declarațiile la interogator ale acuzatului, depozițiile martorilor audiați din care rezultă în fapt următoarele [...]: ”
...Urmează o trecere în revistă a activității lui Tobescu între 6 septembrie 1940 și 23 august 1944, dată la care acesta este acuzat că a dezertat și, fiind dat dezertor a fost arestat în 24 septembrie 1944, în com. Voinești, împreună cu  Cristescu. Acuzarea a considerat că în data de 23 august 1944, la orele 17-17,30 - moment în care Tobescu s-a prezentat la inspectorat, el era cel îndreptățit să preia comanda și nu gen. Anton, dat fiindcă gen. C.Z. Vasiliu fusese arestat la palat, iar Tobescu era mai vechi în grad. În continuare, în baza mărturiei col. Sachelerie Teodorescu - cel care îi va aresta ulterior pe Tobescu și Cristescu - acuzarea a susținut că aceștia doi, față de Teodorescu, și-au    manifestat credința că regele a dat o lovitură de stat, arestându-i pe cei doi Antonești și pe gen. Pichi Vasiliu, și că gen. Tobescu, fiind cel mai vechi în grad, trebuie să preia comanda jandarmeriei. Se afirmă că a intervenit și Cristescu care ar fi îndemnat ofițerii prezenți să nu asculte de ordinele gen. Anton, șeful de stat-major al jandarmeriei, care se găsea printre conspiratorii din palatul regal și a mai afirmat că germanii „într-o oră vor ocupa orașul” și că „îi vor pedepsi pe cei care au dat lovitura de stat”. De asemenea, se afirmă că Tobescu ar fi dat ordin unuia din oamenii săi de încredere, respectiv cpt. Ionescu Mihai, să saboteze și să blocheze centrala telefonică, împiedicând astfel transmiterea unui ordin al gen. Anton, de a se grupa în Capitală 5 batalioane de jandarmi. De asemenea, se afirmă că Tobescu a refuzat să predea comanda gen. Anton fără ordin scris de la gen. Pichi Vasiliu, superiorul său direct, astfel că acesta (gen. Constantin Anton) a fost nevoit să se deplaseze la palat pentru a obține acest ordin. Gen. Pichi Vasiliu, solicitat de rege, a emis acest ordin scris, astfel că gen. Anton s-a prezentat cu ordinul la inspectorat, iar gen. Tobescu s-a supus imediat ordinului și i-a cedat comanda. După aceasta, împreună cu Cristescu, ar fi intenționat să fugă în Elveția, dar, nereușind să obțină vizele de la legația germană, s-au înțeles să se ascundă undeva în țară. Decizia instanței menționează că în data de 25 august 1944, gen. Constantin Tobescu a trimis petiția de demisie, care nu a fost primită, fiind dat dezertor, după care a fugit împreună cu Cristescu și s-au ascuns în com. Voinești, unde au fost arestați.
Apărarea a încercat să demonstreze că Tobescu a acționat în acest mod de teama reacției germane, însă acuzarea a considerat că prin acțiunile sale, acesta a căutat să-i favorizeze pe germani, încercând să împiedice trupele de jandarmi să participe la „Lovitura de la 23 august”. Constatând că în interiorul inspectoratului se găseau linii telefonice directe cu exteriorul, care nu erau afectate de sabotarea centralei, Curtea a apreciat că aceasta nu exonerează pe acuzat de răspundere, ci cel mult poate constitui o cauză de schimbarea calificării faptului din crimă (de dezastrul țării) consumată în tentativă de crimă de dezastrul țării. Totuși, considerând că acțiunea gen. Tobescu, deși îndeplinea condițiile de crimă de dezastrul țării, prin faptul că acțiunea acestuia ar fi putut să defavorizeze necesitățile României dacă ar fi reușit, Curtea a pedepsit doar tentativa de crimă de dezastrul țării, conform art. 96 din codul penal, condamnând pe acuzatul general Constantin Tobescu [...] în prezent deținut preventiv prin Jurnalul Consiliului de Miniștri Nr. 183 din 29 ianuarie 1948 în Penitenciarul Aiud, pentru tentativa crimei de dezastrul țării, pe baza (...urmează articolele de lege) la 5 ani de detențiune simplă, 5 ani degradare civică și confiscarea averii numitului în folosul statului. În baza art. 64 cod penal compută din calculul pedepsei închisoarea făcută până azi în arestul preventiv." (Dosar nr. 3305/1948, Deciziunea penală nr. 160, Ședința publică din 19 ianuarie 1949; singurul document valabil privind condamnarea gen. Constantin Tobescu)
În momentul pronunțării celei de-a doua sentințe (cea care este trecută în fișa matricolă din penitenciar), gen. Constantin Tobescu mai avea de ispășit doar 8 luni și șase zile de detenție, fiind în arest preventiv de peste patru ani. În aceste condiții, Procurorul General al R.P.R. a făcut o cerere de îndreptare (recurs), pentru a mări pedeapsa condamnatului Constantin Tobescu. Procurorul General al R.P.R. a atacat decizia nr. 160/19 ianuarie 1949, considerând că „a fost vădit nedreaptă, deoarece pedeapsa de cinci ani detențiune simplă, aplicată acuzatului, este excesiv de blândă, față de faptele reținute în sarcina acestuia, care sunt de o excepțională gravitate, cerând desființarea susmenționatei deciziuni și aplicarea unei pedepse corespunzătoare din punct de vedere al exemplarității sale.” După 4 amânări ale pronunțării unei noi sentințe (7, 14, 21 și 28 iunie 1951), la 2.07.1951 Curtea Supremă stabilește o nouă condamnare dublându-i pedeapsa la 10 ani detențiune simplă, prin decizia nr. 1518/951 (Dosar nr. 1994/950), așa cum este menționată în fișa matricolă din penitenciar, sentința din 19 ianuarie 1949 de 5 ani detențiune simplă fiind anulată., susțin partizanii regimului anterior.

### Ultimele luni și decesul
Conform fișei matricole penale nr. 218/1951, Constantin Tobescu a fost primit în Penitenciarul Târgu Ocna în data de 17 iunie 1951 (fiind transferat de la Penitenciarul Jilava), la rubrica "Starea sănătății" fiind completat : "TBC pulmonar", și a decedat în data de 2 decembrie 1951 (ora 7 a.m.), deces confirmat de actul de deces nr.236/3 decembrie 1951, eliberat de Primăria Orașului Târgu Ocna. (NB. Fișa matricolă menționează : Ocupațiunea, în prezent : general, în trecut : general) În baza adresei Penitenciarului Târgu Ocna  nr 4696/2.12.1951, a fost eliberată adeverința nr. 336/3.12.1951 de către Sfatul Popular al orașului Târgu Ocna, prin care "se adeverește că s-a înregistrat moartea lui Tobescu Constantin, născut la 26 ianuarie 1893, cu ultimul domiciliu în București, str. Ecoului nr.71. Cauza morții : TBC pulmonar."

## Gen. Constantin Tobescu în documentele procesului “Marii Trădări Naționale”
Deși anchetatorii sovietici interogaseră intens timp de aproape doi ani (octombrie 1944 – aprilie 1946) o parte a “Lotului Antonescu”, în care fusese inclus și gen. Constantin Tobescu, căruia nu au reușit să-i găsească vreo vină, anchetatorul Dumitru Zelea Săracu, fost chelner la restaurantul “Capșa”, acuzator public al Cabinetelor 1 și 7 pe lângă „Tribunalul poporului”, într-unul din interogatoriile luate lui Eugen Cristescu, a încercat să găsească capete de acuzare contra generalului, cu scopul evident de a-l include în lotul “criminalilor de război”:
„D.Z.S.(Dumitru Zelea Săracu): După părerea dumitale când a început Tobescu să lucreze cu nemții?

E.C.(Eugen Cristescu): N-a cunoscut niciodată nici un neamț. Dar de ce nu mă întrebați cu cine a lucrat Anton, de la nemți? Cu Hoffmeyer. Tobescu a avut dușmani, fiindcă e un om violent, lipsit de educație și mojic. Nici Vasiliu n-a avut relații cu nemții. Dintre șefii autorităților care au avut relații cu ei, sunt eu.
D.Z.S.: Și, după dumneata, Tobescu nu e susceptibil de nici o acuzare?
E.C.: Pe această latură nu. Pentru activitatea jandarmerească e altă chestiune.
D.Z.S.: El a fost în Transnistria?

E.C.: A fost. La Moscova a fost pus să semneze o declarație că a dat foc satelor și a refuzat să semneze. Eu sunt despărțit de el de la 1 iulie și am aflat printr-un general japonez, care stătea cu mine, că Tobescu a fost îndelungă vreme cercetat, că i s-a dat acest protocol să-l semneze și că a refuzat. Problemele care i se puneau erau de două ordine: activitatea jandarmilor, și o altă chestiune: un frate al lui a făcut o afacere în Transnistria, a cumpărat o fabrică și i se aducea vina că sub sprijinul lui a cumpărat-o. Rămăsese să lămurească această chestiune. La noi erau două jandarmerii: jandarmeria atașată armatei, care ducea lupta contra parașutiștilor, și jandarmeria din țară. Pe aceasta o avea Tobescu. Jandarmeria care a executat acte în Transnistria este cea atașată armatei. Am aflat că i-au luat gradele, pentru ce nu știu.”
(14 aprilie 1946. Continuarea interogatoriului preliminar luat lui Eugen Cristescu de către Dumitru Zelea Săracu, acuzator public al Cabinetelor 1 și 7 pe lângă „Tribunalul poporului” în .(vezi  și  De altfel, chiar și fișa matricolă din penitenciar precizează acest fapt.)

## Gen. Constantin Tobescu în arhivele Securității
După revenirea din Uniunea Sovietică, membrii “lotului Antonescu” au fost încarcerați în arestul Direcției Generale a Poliției, în celule separate, fiecare celulă fiind supravegheată 24/24 de agenți care au raportat absolut tot ce au văzut și auzit. În privința gen. Constantin Tobescu, în marea majoritate a zilelor din perioada 11 aprilie – 28 mai 1946, agenții nu au avut absolut nimic de semnalat, cu câteva excepții :
„TOBESCU - a spus că trebuie să fie cineva care să plătească și să răspundă pentru un război pierdut. Îi place administrația rusă, că la închisori în interior nu se găsesc santinele înarmate. A spus că-i place ceaiul de astăzi. A întrebat când sunt Paștele. Detectivul i-a spus data. (M. Vrânceanu -13 aprilie 1946 ; Orele 7 - 15 )”
„TOBESCU - a întrebat pe detectiv câte grame de pâine se dă de cartelă în București, nu i s-a răspuns, atunci s-a adresat: “Bă, asta constituie secret?”. (I.S. - 18 aprilie 1946; Orele 15 - 23)”
„ TOBESCU - a primit rufărie, alimente și țigări de acasă și un bilețel. A spus că familia lui a fost dată afară din casă și el nu înțelege, căci nu este vinovat și crede că va fi achitat.(Almășanu - 4 mai 1946; Orele 7 - 15)”
„ TOBESCU - a întrebat dacă au fost aduși la proces Maniu, Gh. și Dinu Brătianu, căci desigur vor fi și ei implicați. (Almășanu - 10 mai 1946; Orele 7 - 15)”

## Gen. Constantin Tobescu în memorialistică
„La sfârșitul lunii februarie 1943 în lagărul Tg. Jiu a venit o comisie prezidată de colonelul de jandarmi, C-tin Tobescu având misiunea de a tria pe legionarii arestați. "Adus de spate, cu ochelarii de baga prinși după urechi și căciula mare oltenească înfundată pe cap", a intrat la comisie și poetul Radu Gyr. În fața comisiei Gyr „vorbește și se tânguie. A intrat în mișcarea legionară din idealism, din naivitate. El nu e om politic, n-a fost vreodată om politic. Un seraf rătăcit pe pământ. Este adevărat că a greșit, dar pentru greșeala lui a suferit destul. A fost și pe front, s-a luptat cu bolșevicii, și a cântat ca nimeni altul acest război. Chiar acum de curând i-a apărut volumul de „Poeme de război”. Scoate volumul din buzunar și citește din el. Comisia se emoționează și îl compară pe Gyr cu Alecsandri. Poetul amintește de fetița lui care îl așteaptă acasă. Colonelul Tobescu l-a luat pe Gyr sub garanția sa și a decis eliberarea lui imediată. Poetul a căzut în genunchi spunând: „Vă mulțumesc, domnule colonel”, după care a ieșit plângând de la comisie. Ajuns în cabană a pufnit în râs: „L-am dus și pe ăsta!”. A doua zi a părăsit lagărul.”
(Zaharia Stancu)
„El (Constantin Tobescu) m-a informat apoi că fuseseră luate măsuri pentru a-i împiedica pe germani să organizeze o “Budapesta” în România și că un supliment de 7000 de jandarmi fuseseră aduși Ia București pentru a întări paza tuturor clădirilor publice, gările, ministerele, birourile și posturile de radio-difuziune, și așa mai departe. În plus, un număr de regimente fuseseră deplasate din regiunile învecinate până la barierele Bucureștiului. Într-adevăr, în prezența mea, Tobescu a dat ordine diverșilor comandanți de unități ale acestor gărzi suplimentare (înca 300 de oameni fuseseră repartizați pentru protecția comandarnentului Jandarmeriei, unde eram ținut cu Porter și Mețianu). Cu acest prilej Tobescu și-a exprimat părerea personală ca dacă n-am fi fost prinși la sosirea noastră în România, politica țării sale s-ar fi schimbat probabil cu șase luni mai devreme în timpul debandadei armatei germane în Basarabia.”
(4 august 1944. Rapoartele agentului britanic Alfred George Gardyne de Chastelain, în )

## Decorații
- Ordinul Coroana României cu spade în gradul de cavaler cu panglică de Virtutea Militară (Î.D.nr.1657, Brevet nr.4838/3.07.1918);
- Ordinul Coroana României în grad de ofițer (Î.D.nr.159/23.01.1933);
- Ordinul Coroana României în grad de comandor (Î.D.nr.3743, M.O.nr.305/1942).
- Ordinul Steaua României în grad de cavaler (Î.D.nr.2, M.O.nr.8/13.01.1927);
- Ordinul Steaua României în grad de ofițer (Î.D. nr.1905, M.Of. nr.131/1940)[16]
- Medalia „Avântul Țării” (Î.D.nr.6247/913);
- Crucea Comemorativă a Războiului 1916-1918 cu baretele Dobrogea, Mărășești și Carpați (Brevet nr.836/iulie 1919);
- Medalia Victoria Marelui Război pentru Civilizație 1916-1921 (Î.D.nr.3390/20.07.1921, Brevet nr.11153/20.02.1925);
- Medalia Bărbăție și Credință cl.I (Î.D.nr.320/931, M.O.nr.39/931);
- Semnul onorific 25 de ani în serviciu (Î.D.nr.2208/14.07.1932);
- Crucea „Meritul Sanitar” cl.I (Î.D.nr.2221/15.07.1932);
- Medalia Centenarul Regelui Carol I (Brevetul nr.75566/941);
- Ordinul Meritul Agricol în grad de cavaler (Î.D.nr.2850, M.O.nr.232/942);